# Seattle Municipal Tower
Le Seattle Municipal Tower ou AT&T Gateway Tower est un gratte-ciel situé à Seattle, dans l'État de Washington, aux États-Unis.
Il a été achevé en 1990.